# Le feste d'Apollo

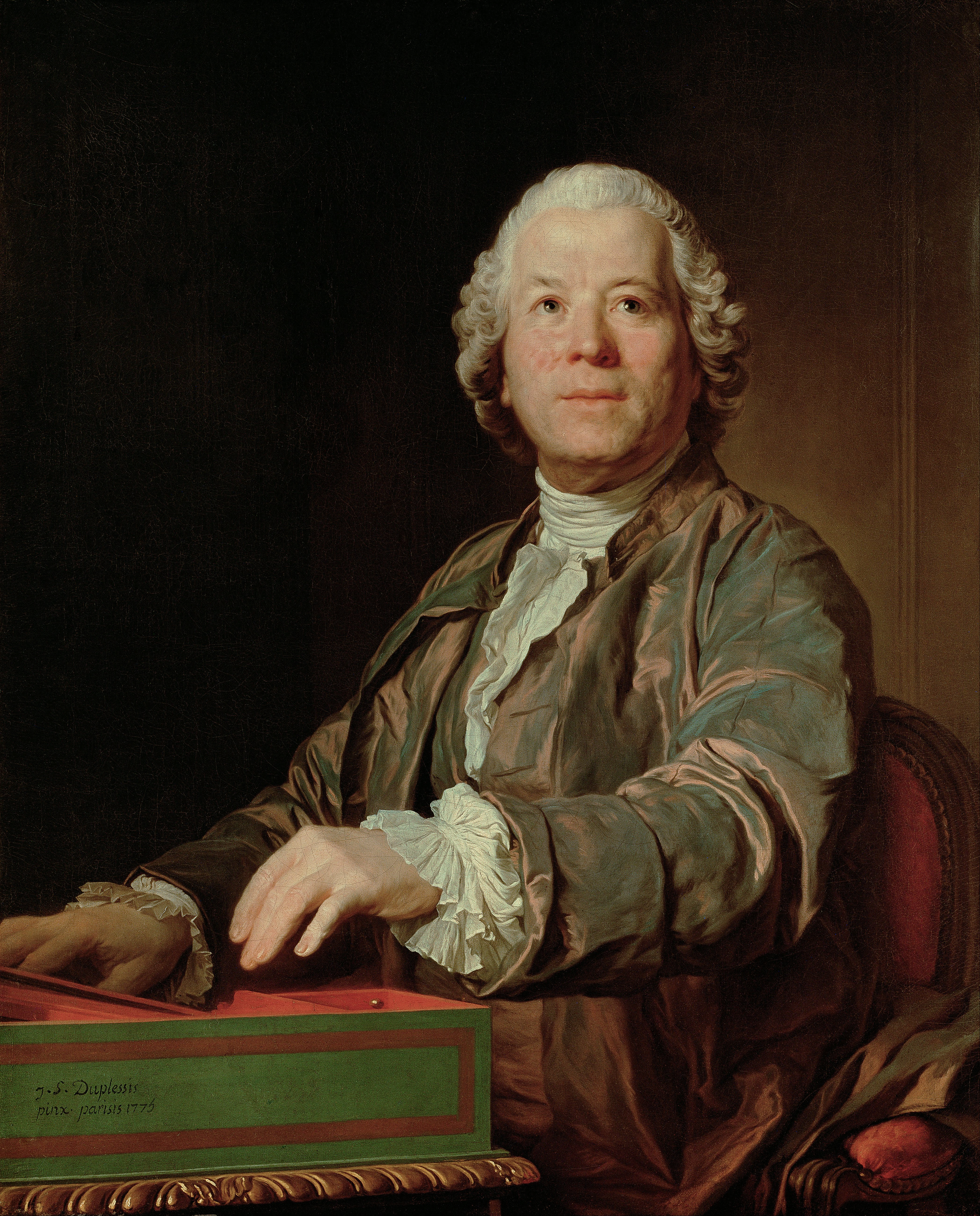
Christoph Willibald Gluck

Le feste d'Apollo (Hyllningarna till Apollon) är en opera (festa teatrale) i prolog och tre akter med musik av Christoph Willibald Gluck och libretto av Carlo Gastone della Torre di Rezzonico, Giuseppe Maria Pagnini och Giuseppe Pezzana.

## Historia
Operan komponerades med anledning av bröllopet mellan den österrikiska ärkehertiginnan Maria Amalia och hertig Ferdinand av Parma 1769. Le feste d'Apollo består av en prolog och tre akter i form av en fransk opéra-ballet (hovet i Parma vurmade för all fransk kultur). Gluck kände personligen ärkehertiginnan Maria Amalia då hon hade sjungit i två av hans operor år 1765; Il Parnaso confuso och La corona. Gluck återanvände en hel del musik från sina tidigare operor. Han reste till Parma för att övervaka repetitionerna mellan februari och april 1769. Bröllopet fick skjutas upp med anledning av påven Clemens XIII:s död och kunde hållas först den 19 juli. Operan hade premiär den 24 augusti 1769 på Teatrino della Corte i Parma med Gluck som dirigent.